# Australian Plant Name Index
L'Índex Botànic de Noms d'Austràlia: Australian Plant Name Index (APNI) és una base de dades en línia, de tots els noms publicats de les plantes vasculars d'Austràlia. Cobreix tots els noms, així siguin noms corrents, sinònims o noms invàlids. Inclou detalls bibliogràfics i de tipificació, informació del Census of Australian Vascular Plants incloent distribució per Estat, enllaços a altres recursos com a cartes de col·leccions d'espècimens, i la presència de notes i comentaris en altres aspectes.
Està reconegut pels Herbaris d'Austràlia com la font autoritzada per a la nomenclatura botànica australiana, sent el component central de l'Austràlia's Virtual Herbarium, un projecte de col·laboració amb 10 milions de dòlars australians en fons, sustentant l'accés integrat online a les dades i a les col·leccions d'espècimens del major herbari d'Austràlia.
S'ofereixen dues interfícies de consulta:
- Australian Plant Name Index (APNI) Arxivat 2013-02-12 a Wayback Machine., una interfície completa que reparteix resultats globals, sense interpretacions automàtiques
- What's Its Name (WIN), una interfície menys potent que lliura resultats concisos, augmentats amb inferències automàtiques (i no sempre correctes).

Originalment va començar com el text de Nancy Tyson Burbidge, una obra de quatre vols. impresos amb un total de 3.055 pàgines, i contenint més de 60.000 noms. Compilat per Arthur Chapman, va ser part del Australian Biological Resources Study (ABRS). En 1991 es va fer disponible com database en línia, era mantingut per Australian National Botanic Gardens. I dos anys més tard, el seu manteniment va passar a ser responsabilitat del nou Centre for Plant Biodiversity Research.